# Ujuk
Ujuk (ros. Уюк) – rzeka w azjatyckiej części Rosji, w Tuwie, prawy dopływ Wielkiego Jeniseju. Wypływa z Gór Kurtuszybińskich i płynie przez Kotlinę Turańsko-Ujucką. Długość rzeki wynosi 143 km; dorzecze zajmuje powierzchnię 3000 km².